# Pilema rimator
Pilema rimator är en kackerlacksart som beskrevs av Rehn, J. A. G. 1922. Pilema rimator ingår i släktet Pilema och familjen jättekackerlackor. Inga underarter finns listade i Catalogue of Life.